# IPhone 6
Das iPhone 6 und iPhone 6 Plus sind Smartphones des US-amerikanischen Unternehmens Apple, die zeitgleich als achtes Modell der iPhone-Produktreihe auf den Markt kamen. Sie wurden am 9. September 2014 im Rahmen einer öffentlichen Keynote von Phil Schiller als Nachfolger des iPhone 5s bzw. iPhone 5c vorgestellt und sind seit dem 19. September 2014 erhältlich. Am 25. September 2015 wurden die Geräte von ihren Nachfolgern iPhone 6s und iPhone 6s Plus abgelöst. Nach der Vorstellung des iPhone 7 und iPhone 7 Plus nahm Apple das iPhone 6 und das iPhone 6 Plus nach zwei Jahren aus dem Verkauf.
Wie bei jedem Smartphone der iPhone-Produktreihe kommt auch beim iPhone 6 bzw. iPhone 6 Plus Apples hauseigenes Betriebssystem iOS zum Einsatz. Als das iPhone 6 bzw. iPhone 6 Plus auf den Markt kam, wurde iOS 8.0 mitgeliefert, die höchste offiziell von Apple angebotene iOS-Version, die für das iPhone 6 bzw. iPhone 6 Plus veröffentlicht wurde, ist 12.5.7.

## Charakteristika

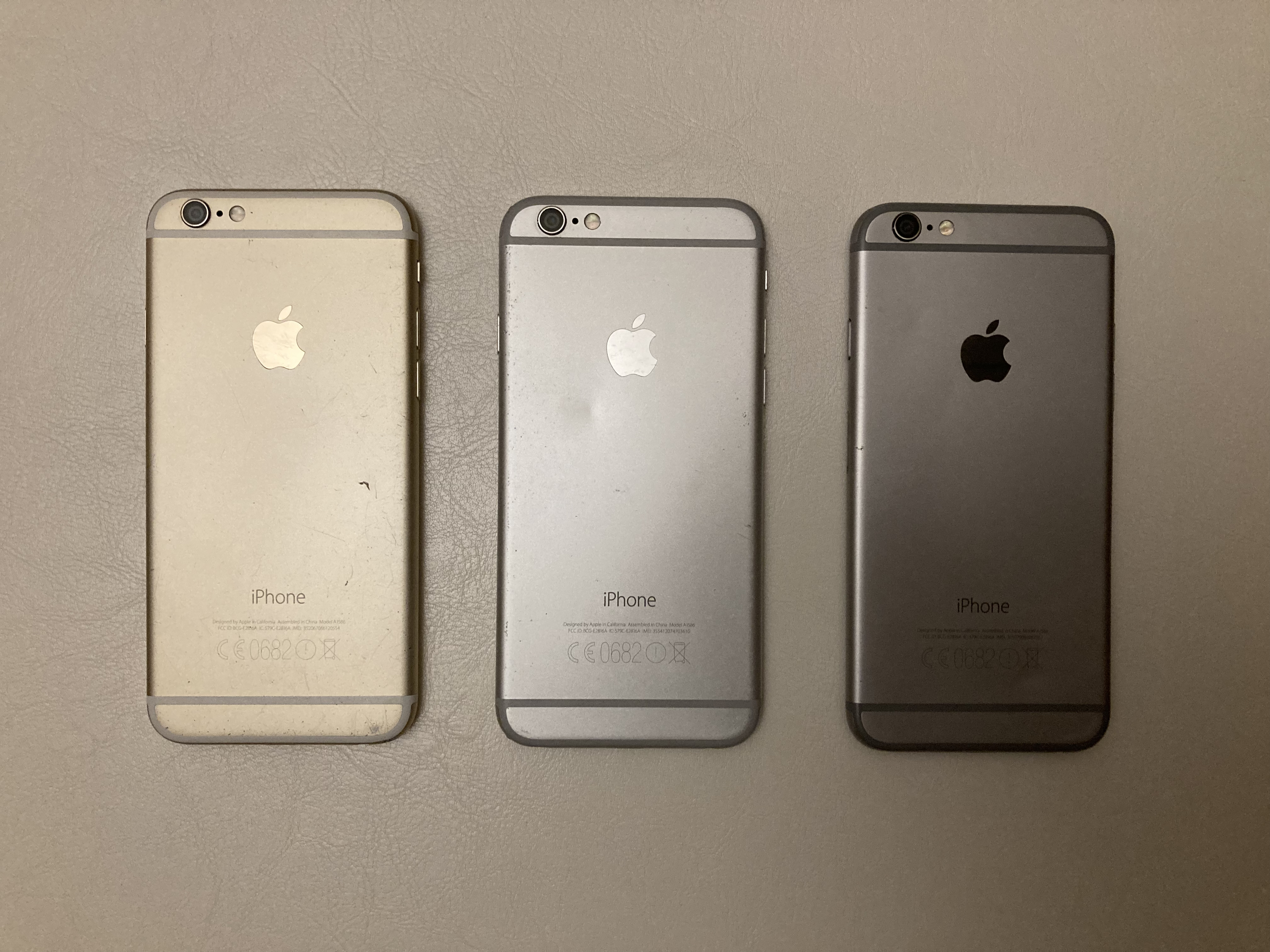
iPhone 6 in gold (links), silber (Mitte) und spacegrau (rechts)

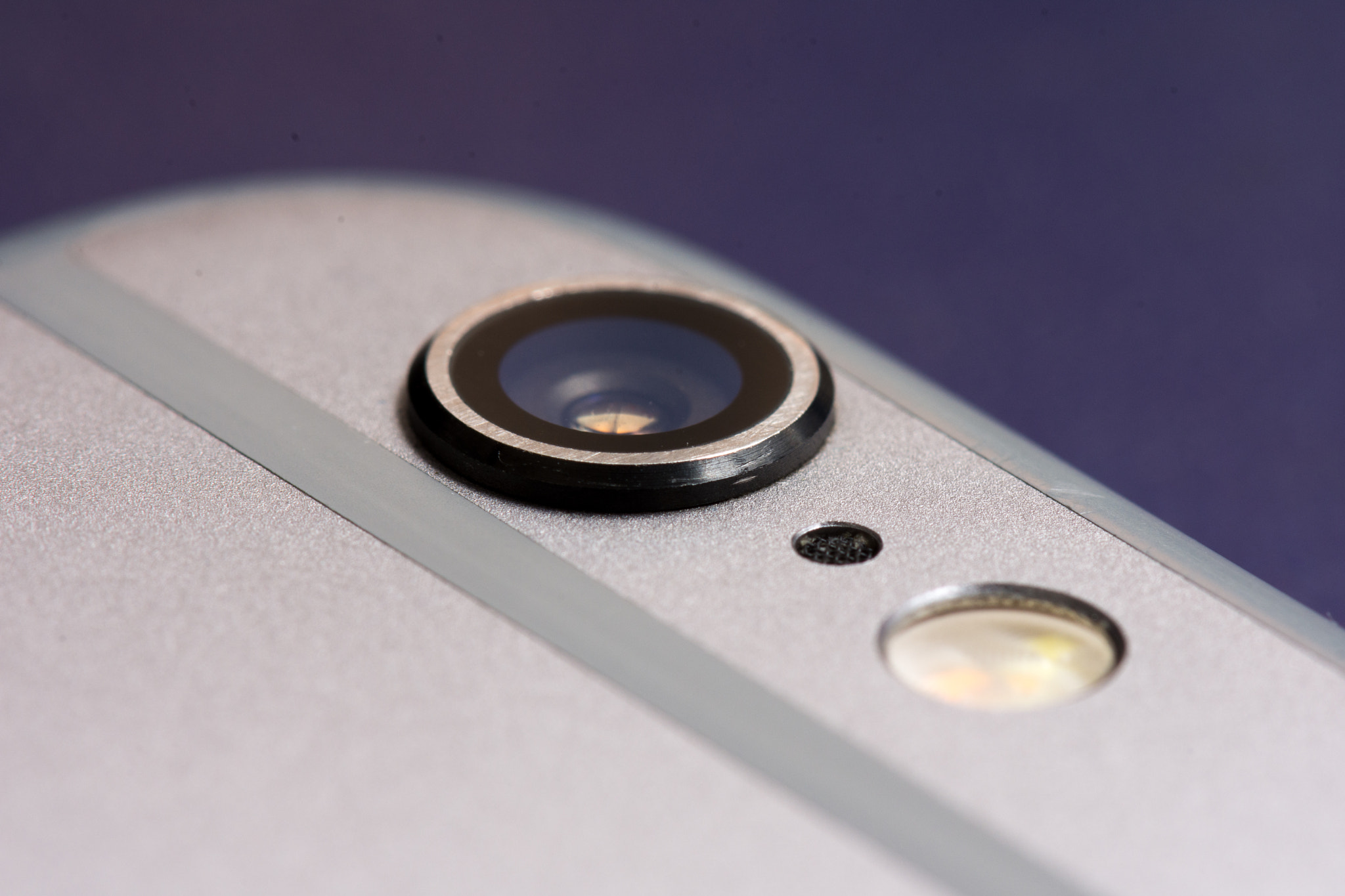
Kamera, Mikrofon und Blitzlicht des iPhone 6

Die Geräte sind im Vergleich zu ihren Vorgängern deutlich größer und weisen eine Bildschirmgröße von 4,7 (iPhone 6) bzw. 5,5 Zoll (iPhone 6 Plus) erstes mit 1334 × 750 Pixel, zweites mit 1080p-Auflösung, auf. Die Mobiltelefone wurden mit dem Betriebssystem iOS 8 ausgeliefert. Beide Modelle wurden mit dem von Apple entwickelten A8-Chip mit 64-Bit-Armv8-A-Architektur, iSight- und FaceTime-HD-Kameras ausgeliefert. Die Speichervarianten waren zum Marktstart 16, 64 und 128 GB. Damit bot die nächsthöhere Speichervariante (nach dem Grundmodell) erstmals viermal so viel Speicher. Diese Strategie behielt Apple bis zur Veröffentlichung des iPhone XR und bei den Pro-Modellen bis zum iPhone 12 Pro bei. Das letzte Mal, dass ein iPhone zum Marktstart nicht mit 32 GB angeboten wurde, war beim iPhone 3G. Ein iPhone 6 mit 32 GB folgte 2017. Im iPhone 6 kommen die bereits mit dem iPhone 5 eingeführten Nano-SIM-Karten zum Einsatz. Außerdem installierte Apple erstmals ein Secure Element, um sicheres mobiles Bezahlen mittels Apple Pay zu ermöglichen.
Nachdem der MEMS-Beschleunigungssensor BMA220 der deutschen Firma Bosch Sensortec erstmals im iPhone 5s zum Einsatz kam, verwendet das iPhone 6 das Modell Bosch Sensortec BMA280 und zusätzlich das Druckmessgerät Bosch Sensortec BMP280. Der NFC-Bezahlchip wird von der österreichischen Firma ams AG hergestellt. Die größte Anzahl Mikrochips im iPhone 6 stammt vom US-amerikanischen Halbleiter-Hersteller Qualcomm, der insgesamt fünf Chips zuliefert. Der Akku des iPhone 6 hat eine Kapazität von 1810 mAh bei 3,82 Volt.
Am 15. September 2014 gab Apple bekannt, dass das iPhone 6 und iPhone 6 Plus insgesamt vier Millionen Mal binnen 24 Stunden vorbestellt wurden und es sich damit um die größte Vorbestellung in der iPhone-Geschichte handelt. Insgesamt wurden während des ersten Verkaufswochenendes weltweit mehr als zehn Millionen Geräte veräußert.

## iPhone 6 Plus
Die technischen Spezifikationen des iPhone 6 Plus stimmen mit denen des iPhone 6 weitgehend überein. Die Unterschiede sind:
- Es hat eine größere Bildschirmdiagonale von 5,5 Zoll mit einer Full-HD-Auflösung 1920 × 1080 Pixel (entspricht einer Pixeldichte von 401 ppi).
- Die Gehäuseabmessungen betragen 158,1 mm × 77,8 mm × 7,1 mm (H × B × T).
- Die Akkulaufzeit ist laut Herstellerangaben länger. Nach Angaben von Apple beträgt sie bis zu 384 Stunden im Bereitschaftsbetrieb an, bis zu 24 Stunden Gesprächsdauer (im 3G-Netz), sowie bis zu zwölf Stunden Internetnutzung (3G, LTE oder WLAN). Der Akku hat eine Kapazität von 2915 mAh bei 3,82 V.
- Die Rückkamera des iPhone 6 Plus verfügt über eine optische Bildstabilisierung. Allerdings wird diese nur für Fotos verwendet und ist während Videoaufnahmen deaktiviert.[14]

Das iPhone 6 Plus gilt seit April 2024 als veraltet, d. h. Apple bietet keine Reparaturen mehr an.

## Rezeption
Das iPhone 6 und iPhone 6 Plus erhielten überwiegend positives Feedback von verschiedenen Fachmagazinen. Gelobt wurden bei beiden Modellen die Kamera, das Display, die Performance und die Akkulaufzeit in alltäglicher Benutzung. Jedoch wurden die auffälligen Antennenlinien auf der Rückseite und die herausstehende Kameralinse von vielen als unästhetisch aufgenommen. Chip Online bemängelte die Akkulaufzeit im Praxistest und die zu großen Abmessungen des iPhone 6 Plus. Die Ergebnisse sind jedoch uneinheitlich, da bei den Tests von AnandTech die Akkulaufzeit deutlich besser ausfiel. Ähnlich fiel der Test bei Stiftung Warentest aus: Sie bewerteten die Akkuleistung des iPhone 6 Plus mit gut, die des iPhone 6 nur mit befriedigend, da es sich im Bereitschafts- und Telefonbetrieb deutlich schneller entlade als das iPhone 6 Plus.

### Probleme
In sozialen Netzwerken und Medien wurde in Einzelfällen beim iPhone 6 Plus von einem Verbiegen des Gehäuses berichtet. In Anlehnung an die sogenannte „Watergate-Affäre“ wurde diesbezüglich die Bezeichnung „bendgate“ geprägt. Apple teilte mit, dass ein Verbiegen in der alltäglichen Benutzung extrem selten vorkomme; betroffene Benutzer könnten im Apple Store vor Ort überprüfen lassen, ob ihr Gerät für einen kostenfreien Austausch in Frage käme. Apple reagierte beim Nachfolger, dem iPhone 6s, auf die Kritik, verwendete nun eine stärkere Aluminiumlegierung und machte die Geräte zudem jeweils 0,2 mm dicker. Bei Tests eines Versicherungsunternehmens stellten sich die beiden neuen iPhones als widerstandsfähiger als das Vorgängermodell iPhone 5s und die meisten anderen Smartphones mit großem Bildschirm heraus. Auch Stiftung Warentest zeigte durch Praxistests und Biegeversuche, dass die iPhone-Modelle dem Alltagsgebrauch standhalten und nicht wesentlich empfindlicher sind als andere Smartphones.
Diese Bewertungen widersprechen allerdings den Berichten vieler Nutzer und Reparaturdienstleister, wonach besonders oft die Lötstellen des für die Berührungssteuerung zuständigen Touch-IC-Chips des iPhone 6 Plus aufgrund von durch Alltagsbelastungen hervorgerufenen minimalen Biegungen brechen würden und die Berührungssteuerung damit dauerhaft geschädigt werden könne. Das Problem wird in Fachkreisen als „Touch Disease“ (deutsch etwa „Berühungskrankheit“) bezeichnet. Symptomatisch sind, neben der fehlerhaften Berührungssteuerung, graue Balken am oberen Ende des Bildschirms.

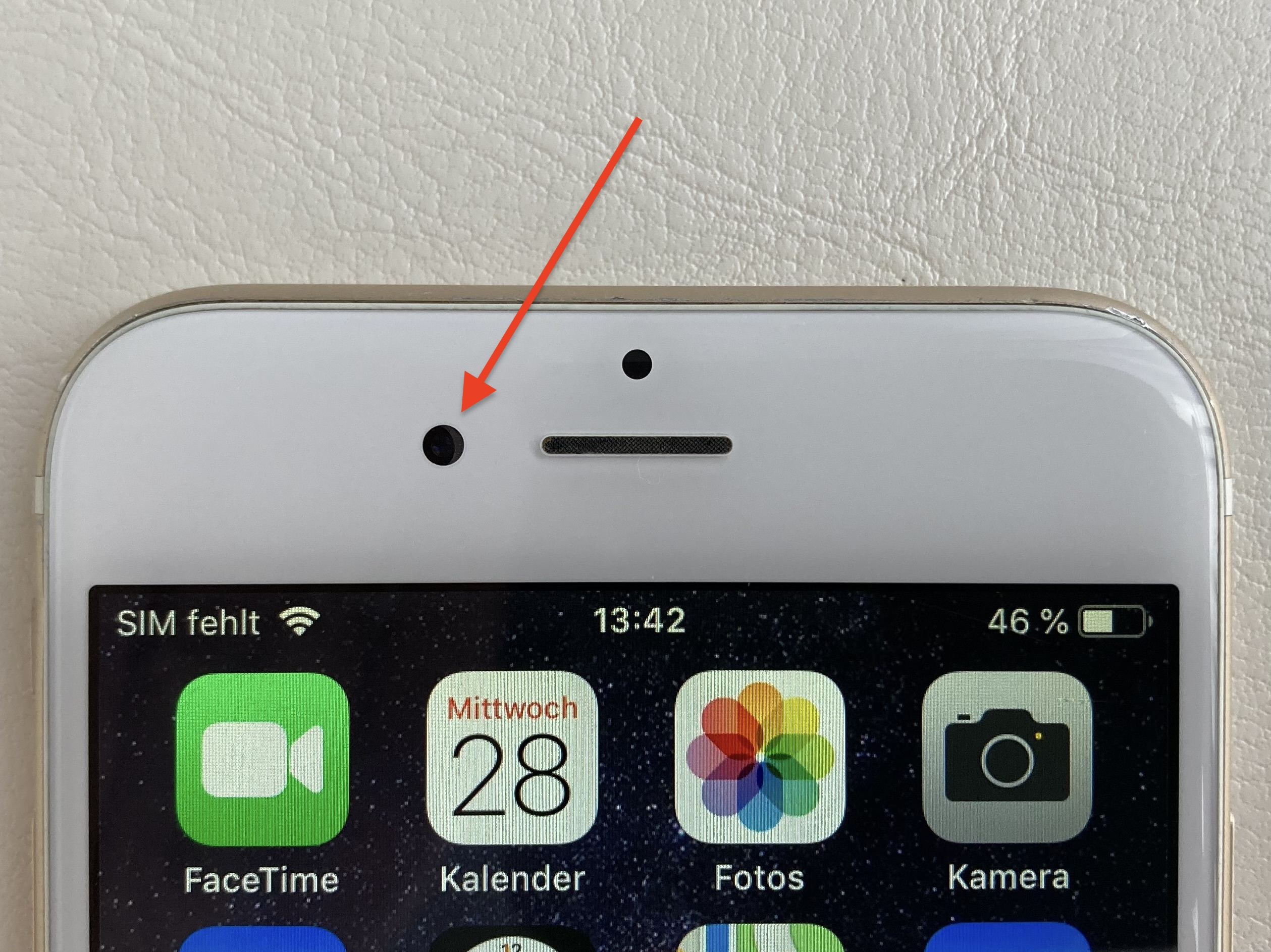
Teilweise verdeckte Frontkamera („Crescentgate“)

Einige Nutzer berichteten, dass die Frontkamera ihres iPhone 6 sich teilweise hinter dem Glas befindet. Erkennbar ist dies, besonders gut beim Modell mit schwarzer Front, an einem grauen „Halbmond“ neben der Kamera. In der Presse wurde dem Problem der Name „Crescentgate“ (von englisch crescent ‚Halbmond‘ oder ‚Sichel‘) gegeben. Je nach Schwere des Problems können Beeinträchtigungen der Bildqualität auftreten.
In einigen Fällen wird berichtet, dass die mit dem iPhone 6 Plus eingeführte optische Bildstabilisierung Probleme bereitet, und das Fokussieren der Kamera verhindert.

### Verkaufszahlen
Apple gab an, dass sich das iPhone 6 während der ersten 24 Stunden nach Verfügbarkeit weltweit insgesamt über 4 Millionen Mal verkaufen konnte. In den ersten drei Tagen nach Verfügbarkeit wurde es weltweit 13 Millionen Mal verkauft. Mit weltweit insgesamt etwa 220 Millionen verkauften Exemplaren ist das iPhone 6 das drittmeistverkaufte Handy bzw. das meistverkaufte Smartphone.

## Verfügbarkeit
Zu Beginn der Vorbestellungen am 12. September 2014 war das iPhone 6 mit 16, 64 oder 128 GB zu Preisen von 699, 799 oder 899 € verfügbar. Das waren die gleichen Preise wie beim Vorgänger iPhone 5s, jedoch bei den beiden höherpreisigen Varianten mit doppelt so viel Speicher. Das iPhone 6 Plus kostete jeweils 100 € mehr.
Nachdem das iPhone 6s am 9. September 2015 vorgestellt wurde, wurden die Versionen mit 128 GB Speicher nicht mehr verkauft. Die goldenen Varianten wurden eingestellt, nur noch Spacegrau und Silber waren verfügbar. Die übrigen Modelle wurden im Preis gesenkt.
Zur Veröffentlichung des iPhone 7 am 7. September 2016 wurde der Verkauf über die Apple-Website eingestellt. Die Produktion wurde an diesem Punkt jedoch noch nicht beendet. So tauchte im Mai 2017 ein zuvor in China verkauftes Modell des iPhone 6 mit 32 GB in gold im Handel auf. Diese Speichergröße wurde in Deutschland nie über den Apple Store angeboten. Seit der Veröffentlichung des iPhone 8 im September 2017 wird die Nummer der CE-Norm für elektronische Geräte (0682) nicht mehr auf der Rückseite abgebildet. Einige Modelle des iPhone 6 in verschiedenen Farben weisen diese Nummer ebenfalls nicht mehr auf. Daraus lässt sich schließen, dass das iPhone 6 noch bis mindestens September 2017 in Deutschland über Drittanbieter verkauft wurde.
| Modell        | Speicher | 12. September 2014 | 9. September 2015 | 2017            |
| ------------- | -------- | ------------------ | ----------------- | --------------- |
| iPhone 6      | 16 GB    | 699 € (887 €)      | 629 € (794 €)     | —               |
| iPhone 6      | —        | —                  | —                 | 449 € a (556 €) |
| iPhone 6      | 64 GB    | 799 € (1.014 €)    | 739 € (933 €)     | —               |
| iPhone 6      | 128 GB   | 899 € (1.140 €)    | —                 | —               |
| iPhone 6 Plus | 16 GB    | 799 € (1.014 €)    | 739 € (933 €)     | —               |
| iPhone 6 Plus | 64 GB    | 899 € (1.140 €)    | 849 € (1.072 €)   | —               |
| iPhone 6 Plus | 128 GB   | 999 € (1.267 €)    | —                 | —               |

## Support
Kein anderer Hersteller versorgt seine älteren Smartphones so lange mit Updates. Die iPhones 6 und 6 Plus wurden bis iOS 12 unterstützt. Für das iPhone 6 gab es wie für das iPhone 5S im Januar 2023 auf iOS 12.5.7 noch Patches.

### Contact-Tracing-Apps
Am 15. Dezember 2020 hat Apple das Update iOS 12.5 veröffentlicht, mit dem es möglich ist, Contact-Tracing-Apps auf dem iPhone 5s und 6 zu nutzen. Die entsprechende Schnittstelle wird damit unterstützt.